# Isekai Maō to Shōkan Shōjo no Dorei Majutsu
Isekai Maō to Shōkan Shōjo no Dorei Majutsu (jap. 異世界魔王と召喚少女の奴隷魔術) ist eine Light-Novel-Reihe von Autor Yukiya Murasaki mit Illustrationen von Takahiro Tsurusaki. Sie erscheint seit 2014 in Japan und wurde als Manga und Anime-Fernsehserie adaptiert. Der Manga erscheint auf Deutsch als How not to Summon a Demon Lord.

## Inhalt
Im MMORPG Cross Reverie ist der Schüler Takuma Sakamoto unschlagbar und als „Demon Lord“ Diablo berüchtigt. Er schlägt alle Gegner mit Leichtigkeit – und auch viele der Mitspieler, die er nicht mag. Doch außerhalb des Spiels ist Sakamoto unsicher und meidet soziale Kontakte. Dann wird er in eine fremde Welt beschworen, die der des Spiels sehr ähnlich ist und in der er die Rolle seines Charakters Diablo einnimmt, einschließlich dessen Fähigkeiten. Die Elfe Shera L. Greenwood und das Katzenmädchen Rem Galleu streiten sich darum, wer von beiden ihn herbeigerufen hat und beide wollen ihn versklaven. Doch deren Zauber wird durch Diablos Macht zurückgeworfen, sodass die beiden Mädchen zu seinen Sklavinnen werden. Der Jugendliche versucht nun zwar, die Rolle des mächtigen Dämons auszufüllen, scheitert dabei aber oft an seiner eigenen Unsicherheit im Umgang mit den Mädchen. Schließlich will er ihnen auch helfen, ihre Ziele zu erreichen, wegen denen er beschworen wurde. So soll er den Dämonenkönig Krebskulm besiegen.

## Buchveröffentlichungen
Die Light Novel erscheint seit Dezember 2014 bei Kodansha in Japan. Bisher kamen 14 Bände heraus. Eine englische Übersetzung wird von J-Novel Club verlegt.
Eine Umsetzung der Geschichte als Manga, geschrieben von Yukiya Murasaki und gezeichnet von Naoto Fukuda, wird von Kodansha seit Juni 2015 im Magazin Suiyōbi no Sirius sowie online bei Niconico Sega veröffentlicht. Die Kapitel erschienen auch in bisher 25 Sammelbänden (Stand: Dezember 2024). Der 8. Band verkaufte sich in den ersten beiden Wochen nach Veröffentlichung über 40.000 Mal.
Eine deutsche Übersetzung des Mangas wird seit Oktober 2019 von Kazé bzw. Crunchyroll in bisher 25 Bänden herausgegeben (Stand August 2025). Auf Englisch erscheint er bei Seven Seas Entertainment.

## Anime
Beim Studio Ajiado entstand 2018 eine Adaption des Stoffs als Anime für das japanische Fernsehen. Regie führte Yūta Murano und das Drehbuch schrieb Kazuyuki Fudeyasu. Das Charakterdesign entwarf Shizue Kaneko und die künstlerische Leitung lag bei Hotaka Okamoto. Die insgesamt 12 Folgen wurden vom 5. Juli bis 20. September 2018 von den Sendern AT-X, Tokyo MX, FNS und Sun TV ausgestrahlt. Parallel dazu fand auf der Plattform Crunchyroll eine internationale Veröffentlichung mit Untertiteln unter anderem in Deutsch und Englisch statt. Eine englische Synchronfassung wurde später von Madman Entertainment in Australien und Neuseeland und von Manga Entertainment in Großbritannien und Irland veröffentlicht.
Am 8. April 2020 wurde die Produktion einer zweiten Staffel angekündigt, die im Jahr 2021 unter dem Namen How Not to Summon a Demon Lord Ω ausgestrahlt wurde. Die Fortsetzung entstand im Studio Tezuka Productions unter der Regie von Satoshi Kuwabara. Die zweite Staffel umfasst zehn Folgen.

### Synchronisation
| Rolle                  | japanischer Sprecher (Seiyū) | deutscher Sprecher                             |
| ---------------------- | ---------------------------- | ---------------------------------------------- |
| Rem Galleu             | Azumi Waki                   | Lisa May-Mitsching                             |
| Takuma Sakamoto/Diablo | Masaaki Mizunaka             | Simon Derksen                                  |
| Shera L. Greenwood     | Yū Serizawa                  | Moira May (Staffel 1) Samina König (Staffel 2) |
| Alicia Crystella       | Yumi Hara                    | Marieke Oeffinger                              |
| Sylvie                 | Rumi Ōkubo                   | Franziska Trunte                               |
| Edelgard               | Emiri Katō                   | Alice Bauer                                    |
| Celestine Baudelaire   | Sayaka Senbongi              | Melanie Isakowitz                              |
| Emile Bichel Berger    | Ryōtarō Okiayu               | Florian Hoffmann                               |
| Klem                   | Azumi Tanezaki               | Laura Oettel                                   |
| Lumachina Weselia      | Miku Itō                     |                                                |
| Rose                   | Aoi Koga                     |                                                |
| Horn                   | Fumiko Uchimura              |                                                |
| Fanis Laminitus        | Chinatsu Akasaki             |                                                |

### Musik
Die Musik der Serie wurde komponiert von Yusuke Kato. Der Vorspann ist unterlegt mit dem Lied Decide von Summonars 2+ und der Abspanntitel ist Saiaku na Hi demo Anata ga Suki. (最悪な日でもあなたが好き。) von Yū Serizawa. Das Lied im Vorspann der zweiten Staffel heißt Everybody! Everybody! und wird gemeinsam von Yū Serizawa und DJ Koo & Motsu interpretiert. Serizawa singt mit You You You zudem das Lied im Abspann.

### Veröffentlichung
Kazé Anime kündigte am 7. März 2021 an, die Serie ab August in deutscher Synchronisation auf DVD und Blu-ray-Disc zu veröffentlichen.

## Verbot in Australien
Am 4. Januar 2023 erhielt die zweite Staffel der Animeserie vom Australian Classification Board aus nicht genannten Gründen keine Altersfreigabe. Das hat zur Folge, dass die zweite Staffel in Australien nicht beworben und verkauft werden darf. Auch eine Einfuhr ist somit illegal. Bereits die erste Staffel wurde von dem Gremium für seine stark sexualisierten Visualisierungen eingeschränkt und erhielt eine Einstufung als MA 15.